# ふるさとの五月
「ふるさとの五月」（ふるさとのごがつ）は、NHKの歌番組『みんなのうた』で放送された楽曲、歌は尾崎紀世彦。1995年4月26日、33枚目のシングルとしてマーキュリー・ミュージックエンタテインメントより発売。規格品番はPHDL-1029。

## 解説
作詞は大津あきら、作曲は鈴木キサブロー。尾崎紀世彦は「秋物語」に続き『みんなのうた』2回目の出演にして最後、アニメーションは林静一が担当。
歌詞には、ふるさとで母を憶う心情が綴られている。1995年に初回放送され「母の日」の5月第2日曜日にもラジオ放送された。2013年8月10日・9月14日には『みんなのうたリクエスト』で再放送された後、8月24日・9月28日に「秋物語」1977年版も再放送された。

### c/w:星女よ
カップリング曲「星女よ」（ほしびとよ）は、「秋田県南秋田郡大潟村イメージソング」として、1992年より大潟村物産公社にて販売された。規格品番はPCDSZ-1023。
1993年から開催されている『ワールド・ソーラーカー・ラリー』大会期間中も、同楽曲が使用された。

## 収録曲
- 両曲とも、作詞：大津あきら、作曲：鈴木キサブロー、編曲：川村栄二

1. ふるさとの五月
2. 星女よ
3. ふるさとの五月 (カラオケ)
4. 星女よ (カラオケ)

## 収録アルバム
2016年4月27日、コンピレーション・アルバム としてソニーミュージックより発売。規格品番はMHCL2597。
- 『NHKみんなのうた 55 アニバーサリー・ベスト 〜チョコと私〜』 (#20) 2016年

## リリース日一覧
| リリース日     | 規格 | 規格品番   | 摘要                               |
| -------------- | ---- | ---------- | ---------------------------------- |
| 1995年4月26日  | CD   | PHDL-1029  | オリジナル盤                       |
| 2013年12月18日 | CD-R | VODL-30856 | オリジナル・CDのオンデマンドCD復刻 |